# Cymindis capito
Cymindis capito es una especie de coleóptero terrestre de la familia Carabidae.

## Distribución geográfica
Habita en Kazajistán y Turkmenistán.

## Taxonomía
Cymindis capito fue descrita por los entomólogos rusos Oleg Leonidovich Kryzhanovskij y Víctor Maximovich Emetz en 1973.
La especie pertenece al subgénero Iscariotes.